# HyperMach SonicStar

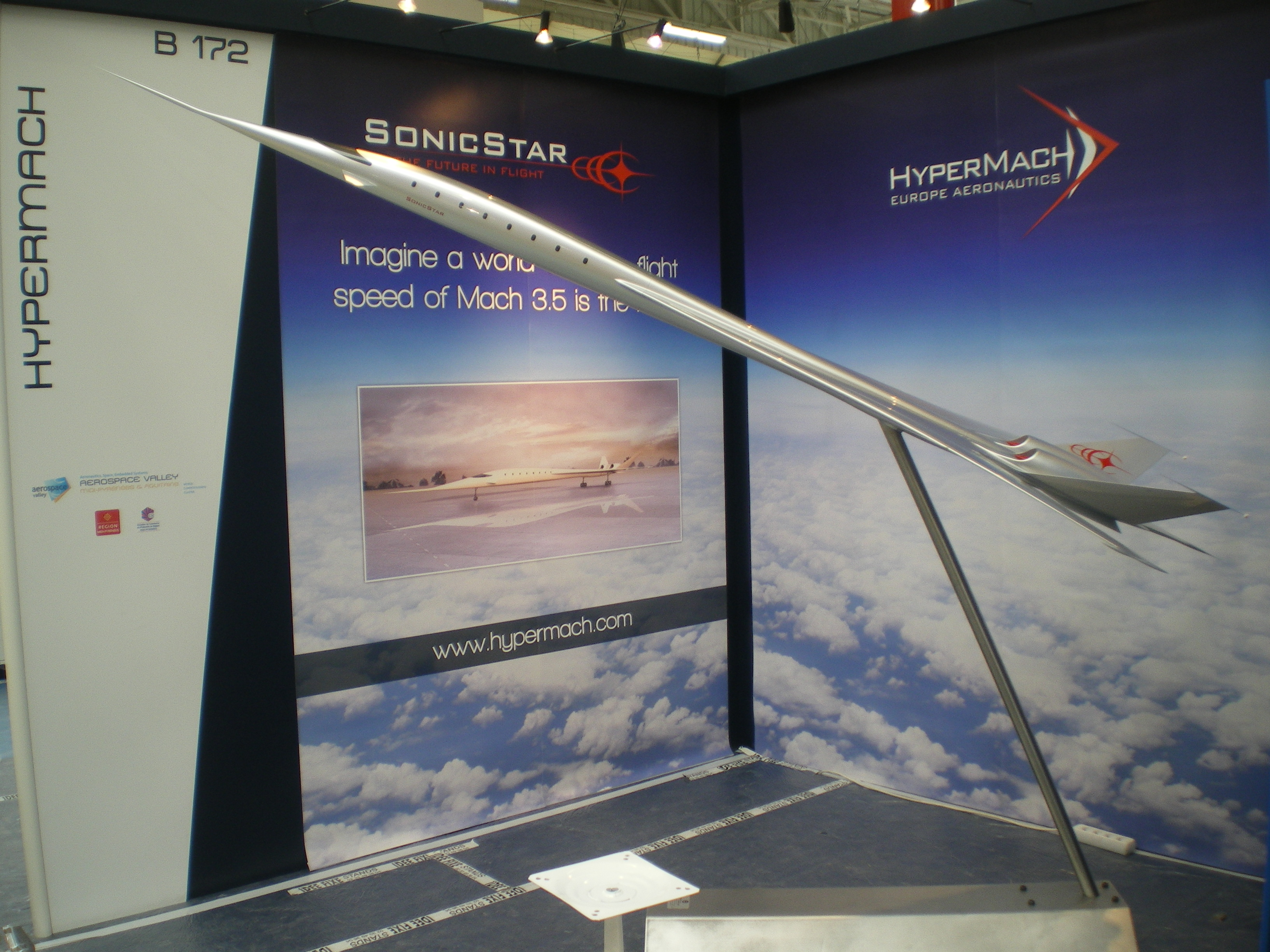
Maquette de trois mètres de long au Salon du Bourget 2011.

Le SonicStar est un projet de jet d'affaires supersonique développé par SonicStar SAS, dirigée par Bernard Rousset, avec une motorisation conçue par la société américaine HyperMach.
Le concept a été présenté pour la première fois au Salon du Bourget en 2011 par le PDG Richard H. Lugg et le directeur des opérations Bernard Rousset, accompagné d’une maquette de 3 mètres de long.
En 2018, Bernard Rousset a présenté les avancées du projet lors du Global Aerospace Summit à Abou Dabi.
Le SonicStar devait atteindre une vitesse de croisière de Mach 3,6 (environ 3 820 km/h) et voler à une altitude de 24 380 mètres (80 000 pieds). Son système de propulsion devait consommer 30 % de carburant en moins que les moteurs Rolls-Royce/Snecma Olympus 593 qui équipaient le Concorde. Il aurait été propulsé par deux turboréacteurs hybrides SonicBlue HYSCRAM (Hypersonic Superconducting Combustion Ram Accelerated Magnetohydrodynamic Drive), d’une poussée unitaire de 157 700 livres.
L'avion aurait été trois fois plus rapide que le Concorde, tout en éliminant le bang supersonique au-dessus des terres grâce à une technologie de réduction électromagnétique de la traînée en cours de développement.
Il devait transporter entre 8 et 12 passagers dans une configuration VIP haut de gamme,.

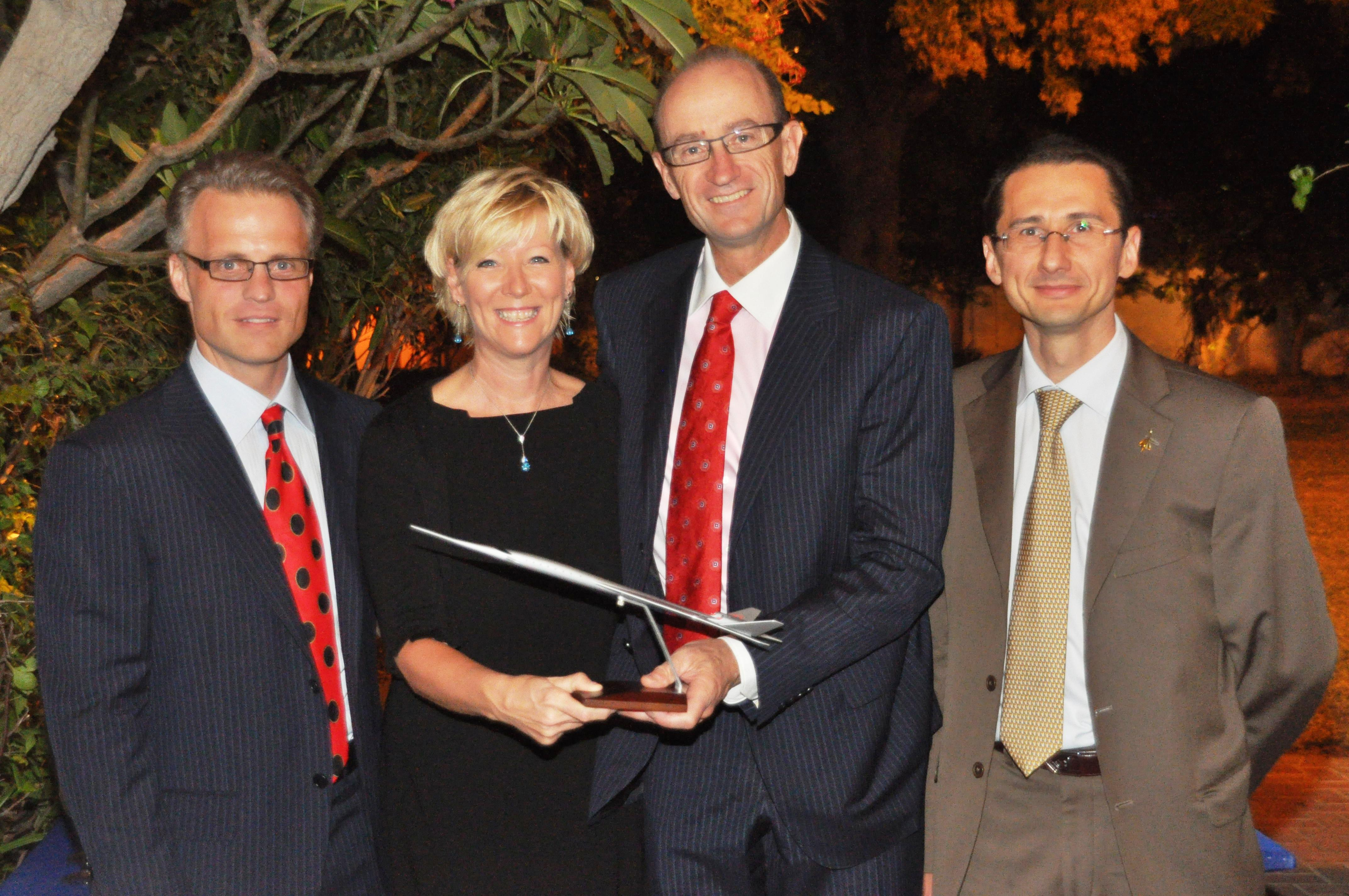
L'équipe de développement, à Dubaï en 2011.

Le projet a été suspendu en 2020, ses fondateurs ayant pris des directions différentes. Aucune information nouvelle n’a été publiée depuis 2019. Le designer Octuri a proposé plusieurs illustrations de l'appareil et de son intérieur. Le journal La Dépêche a également consacré un article au projet en 2014.